# Benció de Ampurias
Benció de Ampurias y de Rosellón (? – 916) conde de Ampurias y conde del Rosellón (915-916)
Hijo del conde Suñer II de Ampurias y del Rosellón, se casó con Gotlana de Rosellón, hija del conde Miró el Viejo.
Tras la muerte de su padre tanto él como su hermano Gausberto le sucedieron en el condado de Ampurias y del Rosellón.
A su muerte repentina en 916 su hermano gobernó ambos condados en solitario.
| Predecesor: Suñer II | Conde de Ampurias Conde del Rosellón 915 - 916 | Sucesor: Gausberto |

- Datos: Q816735